# Povijest Sirije
Povijest Sirije pokriva povijest države Sirije, koja je središte jedne od najstarijih civilizacija na svijetu, što potvrđuje veliki broj arheoloških nalaza. Godine 1975. započela su arheološka istraživanja oko grada Ebla u sjeveroistočnoj Siriji. Tadašnja istraživanja otkrila su naselja koja su se nalazila na području od Crvenog mora do Turske i istočno do Mezopotamije u razdoblju od 2500. do 2400. pr. Kr. Znanstvenici vjeruju da je jezik kojim se govori u Ebli najstariji iz skupine semitskih jezika. Gradovi od arheološke važnosti su Mari, Ugarit i Dura Europos.
Siriju su okupirali brojni narodi: Kanaanci, Židovi, Aramejci, Asirci, Babilonci, Perzijanci, Grci, Armenci, Rimljani, Bizantinci, Arapi, a dio su osvojili i križari. Sirija je, kao i ostatak regije, stoljećima bila pod kontrolom Osmanskog Carstva. Današnja Sirija bila je i jedno od središta osnivanja kršćanstva – sveti Pavao je na putu za Damask postao kršćanin i osnovao prvu kršćansku crkvu u Antiohiji, staroj Siriji, a današnjoj Turskoj. Otomanska kontrola nad Sirijom završila je kada su Arapi ušli u Damask, pred kraj Prvog svjetskog rata, 1918. godine. Neovisno arapsko kraljevstvo Sirije osnovano je pod vodstvom kralja Faisala iz hašemitske obitelji, koji je kasnije postao kralj Iraka. Njegova vladavina završila je u srpnju 1920. kada su francuske snage ušle u Siriju i uspostavile svoju vlast. Nakon bitke kod Maysalouna 23. srpnja, između sirijske vojske pod vodstvom Yusufa al-Azmeha i francuskih snaga, francuske snage stigle su do Damaska i svrgnuli kralja Faisala. Razdoblje francuske vladavine obilježeno je valom nacionalizma i brutalne represije, no u tom je razdoblju došlo i do modernizacije infrastrukture.
Nakon što je Francuska otišla 1940., Sirija je pala u ruke Vichyjeve vlade, sve dok je Francuska nije ponovno okupirala u srpnju 1941., ovaj put s Velikom Britanijom. Zbog nacionalizma, francuske su trupe napustile zemlju u travnju 1946., ostavivši je u rukama vlade koja se zalagala za republiku.
Godine 1973. izbio je sukob poznat kao jomkipurski rat, u kojem je Sirija izvršila invaziju na područje Golanske visoravni u pokušaju da preuzme tu regiju i svrgne izraelsku vlast. Unatoč početnim uspjesima, na kraju rata Izrael je bio vojno nadmoćan. Nakon nekoliko diplomatskih pregovora, u kojima je Henry Kissinger imao ulogu posrednika, Sirija je dobila teritorijalno mali dio Golanske visoravni, koji je tadašnja vlast Sirije iskoristila kao dokaz da je rat pobjednički. Od 1974. na sirijsko-izraelskoj fronti vlada primirje, uz povremene incidente.
Početkom 1976. izbio je građanski rat u susjednom Libanonu, u kojem su maronitski kršćani pretrpjeli velike gubitke. Sirija je poslala 40,000 svojih vojnika u Libanon da pomognu kršćanima, ali se ubrzo uključila u sam libanonski građanski rat. Ulaskom Sirije u sukob počinje tridesetogodišnja sirijska prisutnost u Libanonu. Tijekom sljedećih 15 godina građanskog rata, Sirija se borila za kontrolu nad Libanonom dok je istovremeno ratovala s Izraelom koristeći libanonski teritorij i libanonske vojnike na jugu zemlje. Nakon što je rat završio 1990., mnogi su sirijsku prisutnost u Libanonu smatrali okupacijom. Sirijske trupe ostale su prisutne u Libanonu do 2005. godine, nakon ubojstva bivšeg premijera Rafika Haririja i špekulacija da je Sirija sudjelovala u atentatu.
Smatra se da je nakon završetka rata u Libanonu oko milijun Sirijaca došlo u Libanon u potrazi za poslom. Sirijski radnici lakše su se zapošljavali nego sami Palestinci i Libanonci, jer su Sirijci bili manje plaćeni. Neki su smatrali da je slanje velikog broja sirijskih državljana u susjedni Libanon još jedan pokušaj Sirije da kolonizira Libanon. Godine 1994., nakon pritiska iz Damaska, libanonska vlada odobrila je izdavanje približno 200,000 libanonskih putovnica sirijskim građanima koji su tada živjeli u Libanonu.
Građanski rat u Siriji naziv je za oružani sukob koji se od proljeća 2011. godine vodi u Siriji između vlade predsjednika Bašara al-Asada na jednoj strani i suprotstavljajućih pobunjenika na drugoj strani. Izbio je 15. ožujka 2011. godine kao serija prosvjeda nadahnutih arapskim proljećem, odnosno prosvjedima opozicije. Ruska intervencija u Siriji započela je 30. rujna 2015. nakon što je vlada predsjednika Bašara al-Asada službeno zatražila pomoć Ruske Federacije u borbi protiv terorističkih skupina koje ozbiljno prijete opstanku Sirije. Tijekom intervencije sirijska vojska uspjela je osloboditi 12,000 km² teritorija, uključujući i veliku pobjedu u bitci za Alep.

## Galerija
- Krak des Chevaliers
- Sirijci u kasnom 19. stoljeću.
- Prijašnja sirijska zastava
- Sirija (zeleno) 1920. godine